# Charge-transfer complex

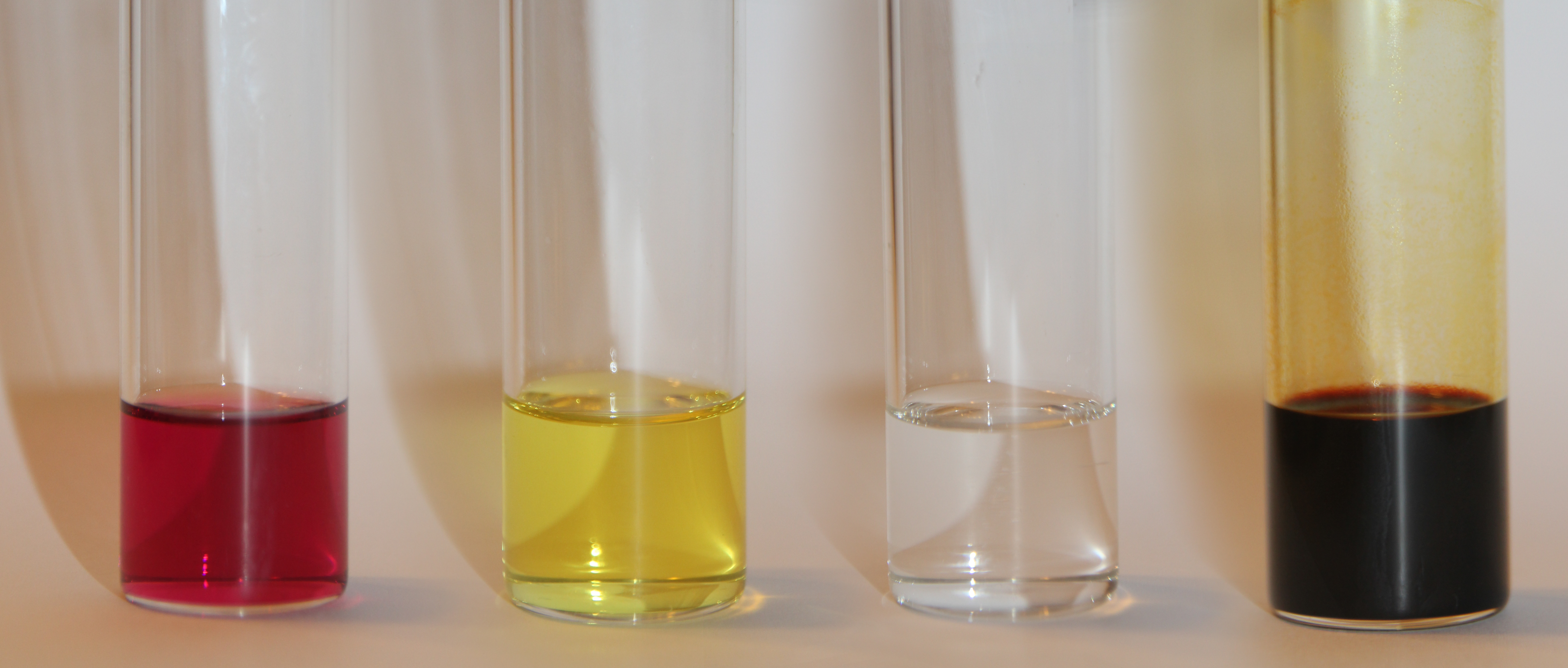
CT-complex van jood en PPh_{3}
Jood en PPh_{3} in CH_{2}Cl_{2}
1) I_{2} in CH_{2}Cl_{2} - geen CT-complex
2) Enige seconden na toevoegen van een overmaat PPh_{3} - CT-complex PPh_{3}I^{+}ˑI^{−} wordt gevormd
3) 1 minuut na toevoegen van PPh_{3} - CT-complex is gevormd
4) Na toevoegen overmaat I_{2} ontstaat het CT-complex PPh_{3}I^{+}ˑI_{3}^{−}

Charge-transfer complex is een begrip uit de chemische bindingsleer. De Engelse term wordt meestal niet vertaald en betekent letterlijk ladingoverdrachtcomplex. Vaak wordt de afkorting CT complex gebruikt. Een CT-complex is een samenstel van twee of drie verschillende moleculen (soms molecuuldelen) waartussen elektronen gedeeltelijk zijn overgedragen.
Complexen beschrijven op basis van de ladingoverdracht die tijdens de vorming optreedt, legt sterk de nadruk op de samenstellende delen van het complex en de veranderingen die optreden tijdens de formatie van het complex. Kristalveldtheorie is een andere benadering van hetzelfde verschijnsel waarbij het complex zelf uitgangspunt is.

## Type binding
In CT-complexen is een verdeling van de lading opgetreden: elektronen van het ene molecuul brengen een deel van hun tijd op het andere molecuul door. Effectief is een deel van de elektronlading verplaatst: het ontvangende molecuul wordt negatiever, de leverancier positiever. De ontstane ladingen zijn vervolgens de basis voor de aantrekkingskracht tussen de delen van het complex. Het molecuul dat het elektron levert wordt aangeduid met donor, het molecuul waar het elektron heen gaat acceptor. De aantrekkingskracht tussen de twee delen van het CT-complex is niet gebaseerd op een echte, volledige binding: de binding is veel zwakker dan de covalente binding zoals die wordt aangetroffen in bijvoorbeeld organische moleculen.
CT-complexen worden zowel in de anorganische chemie als in de organische chemie aangetroffen. Een van de bekendste CT-complexen, op de grens van anorganische en organische chemie is het diep blauw gekleurde jood-stijfsel-complex. In de anorganische chemie worden de meeste CT-complexen aangetroffen met metaalionen als centraal deeltje. Noodzakelijk is de ionvorm niet, zoals bijvoorbeeld ijzerpentacarbonyl en chroomhexacarbonyl aantonen.

## Karakterisering
Veel, vooral anorganische CT-complexen vertonen intense kleuren in het zichtbare en ultraviolette deel van het spectrum. Deze kleuren zijn toe te wijzen aan elektronenovergangen tussen orbitalen die onder invloed van de CT-complexvorming gewijzigd zijn. De absorpties worden aangeduid als CT-band.
CT-banden vertonen de volgende eigenschappen:
- Kleur: De kleur wordt direct beïnvloed door de energiebalans voor de overdracht van lading van donor naar acceptor.
- Solvatochromisme: de kleur is afhankelijk van het oplosmiddel. Solvatatie beïnvloedt de elektronenverdeling, en daarmee de kleur van het complex. Hiermee onderscheiden CT-banden zich van π* ← π-overgangen in de ligand.
- Intensiteit: CT-absorpties zijn intens en liggen vaak in het uv- of zichtbare gebied van het spectrum.

### Intensiteit van de kleur
Veel metaalcomplexen vertonen kleuren ten gevolge van elektronovergangen tussen verschillende d-niveaus. Deze overgangen kunnen met behulp van UV/VIS of Raman resonantiespectroscopie bestudeerd worden.
Door absorptie van zichtbaar licht met de juiste energie wordt een d-elektron aangeslagen naar een lege d-orbitaal. Deze absorptie heeft tot gevolg dat het complex een kleur vertoont. Deze kleuren zijn doorgaans vrij zwak. Twee selectieregels uit de kwantumchemie liggen hieraan ten grondslag:
spinregel Δ S = 0
Tijdens het aanslagproces van een elektron verandert de spin niet. Elektronovergangen waarbij ook een spinverandering optreedt zijn "spinverboden".
Regel van Laporte: Δ l = ± 1
De conclusie van de regel van Laporte is dat elektronovergangen tussen twee d-orbitalen verboden zijn. Voor anorganische CT-complexen gelden molaire extinctiecoëfficiënten ε van ongeveer 50 000 L mol−1 cm−1, minstens drie grootteordes hoger dan de ε van 20 L mol−1 cm−1 of lager die voor de d-d-overgangen in metalen gelden (van t2g naar eg). De achtergrond hiervan is dat de CT-overgangen zowel spin- als Laporte-toegestaan zijn, terwijl de gewone d-d-overgang, hoewel spin-toegestaan, Laporte-verboden is. In CT-complexen treden geen d-d-overgangen op, zodat in de complexen deze regels niet gelden, met als gevolg intense kleuring van de complexen.

## Indeling
Afhankelijk van de verschuiving van lading zijn er twee grote groepen CT-complexen aan te geven: elektronen van de liganden verschuiven in de richting van het metaalcentrum: LMCT-complex, of de elektronen verschuiven vooral van het metaalcentrum naar lege orbitalen op de ligand: MLCT-complexen.

### LMCT-complex
De ladingoverdracht vindt vooral plaats van MO's met een ligandkarakter naar metaal-orbitalen. Het complex wordt een "ligand naar metaal"-CT-complex genoemd. De vorming van een LMCT-complex resulteert in een (gedeeltelijke) reductie van het metaal.
Deze vorm van CT-complexen treedt met name op bij liganden met een relatief hoge energie van een vrij elektronenpaar, zoals S of Se, of als het metaal over lage vrije orbitalen beschikt. Veel van deze complexen zijn gevormd rond metaalionen met een hoog oxidatiegetal, tot d0 toe.

#### voorbeelden
Voorbeelden van LMCT-complexen zijn:
1. MnO4−: Het permanganaation is intens paars gekleurd ten gevolge van de sterke absorptie in de CT-band: de overgang van de gevulde, vooral op de p-orbitaal van zuurstof gebaseerde, MO naar vooral op het mangaan(VII)ion gelokaliseerde lege orbitalen.
2. CdS: Deze verbinding is bekend als pigment onder de naam cadmiumgeel. De kleur is toe te schrijven aan de overgang Cd2+ (5s) ← S2−(π).
3. HgS: is sterk rood gekleurd ten gevolge van de overgang Hg2+ (6s) ← S2−(π). Kwik staat in zelfde groep als cadmium, alleen in periode 6.
4. IJzeroxides: de rode en gele kleuren van ijzeroxides zijn toe te schrijven aan de overgang Fe (3d) ← O2−(π).

### MLCT-complex
De ladingverschuiving is vooral van orbitalen met metaalkarakter naar orbitalen met ligandkarakter: "metaal naar ligand"-CT-complex. Het metaal wordt in dit type complexen (gedeeltelijk) geoxideerd. Dit verschijnsel treedt vooral op bij liganden met laag energetische, maar wel lege π* orbitalen, zoals in veel aromatische systemen voorkomen, zoals 2,2'-bipyridine en 1,10-fenantroline. Voor de niet-aromatische systemen gelden CO, CN− en SCN− als voorbeelden.
Een metaalion met een laag oxidatiegetal vormt stabielere MLCT-complexen, de bezette d-orbitalen in deze ionen hebben een relatief hoge energie.
Een bekend voorbeeld in deze groep is het complex ferroïne, ijzer met 3 fenantroline-liganden. In het ijzer(II)complex treedt een sterke CT-band op, het complex heeft een duidelijke kleur. Het ijzer(III)complex is vrijwel kleurloos. Het verdwijnen van de kleur wordt in redoxtitraties als eindpuntsindicatie gebruikt.

#### reactiviteit van aangeslagen MLCT-complexen
Absorptie van licht heeft tot gevolg dat het aangeslagen elektron in een meer ligand-gebaseerde orbitaal terechtkomt. De reactiviteit van MLCT-complexen kan dan ook goed beschreven worden vanuit het besef dat het metaal geoxideerd is en de ligand gereduceerd. Hoewel de klassieke MLCT-verbindingen (Ru(bipy)32+ en Re(bipy)(CO)3Cl) nauwelijks lichtgestuurde reactiviteit vertonen zijn andere voorbeelden wel bekend. Het verschil in reactiviteit is zelfs zo groot, dat Vogler etal de grondtoetsand en de aangeslagen toestand van deze complexen als isomeren van elkaar zouden willen beschrijven. Op deze manier worden in de aangeslagen toestand elektrofiele en radicaalreacties op de ligand mogelijk, evenals reacties waarbij het centrale metaalion als oxidator optreedt.

#### voorbeelden
1. Ruthenium(II)tris(bipyridine)chloride: dit oranje gekleurde complex wordt intensief bestudeerd omdat de aangeslagen toestand lang genoeg (microsecondes) bestaat om fotochemische geïnitieerde redoxreacties te kunnen bestuderen en technisch toe te passen.[6]
2. W(CO)4(fenantroline)
3. Fe(CO)3(bipyridine)

## Donor-acceptorevenwicht
CT-complexen worden gevormd en bijeen gehouden door relatief zwakke krachten tussen (delen van) moleculen, waarbij het ene deel als donor, het andere als acceptor van de lading fungeert. De binding is niet sterk, wat tot gevolg heeft dat er een grote afhankelijkheid is van temperatuur, concentratie en omgeving, zoals het oplosmiddel. De vorming van het CT-complex kan beschreven worden met behulp van de principes van het chemisch evenwicht tussen het complex enerzijds en de vrije moleculen A en D anderzijds:
{\displaystyle \mathrm {DA\ \rightleftharpoons \ D\ +\ A} }
waarvoor de volgende evenwichts- of dissociatieconstante geschreven kan worden:
{\displaystyle \mathrm {K_{D}\ =\ {\frac {[A]*[D]}{[AD]}}} }
De intensiteit van de CT-band is sterk afhankelijk van de mate van complexvorming: hoe kleiner de dissociatieconstante, hoe groter de hoeveelheid complex, des te sterker is de kleur. De grootte van de constante is bepaald door de intensiteit van de CT-band te meten als functie van de concentraties donor- en acceptormoleculen. Deze manier van rekenen is voor het eerst beschreven voor een oplossing van jood in aromatische koolwaterstoffen door Benesi en Hildebrand, die dan ook hun naam aan de methode gaven.

## Energiebalans
De golflengte van de CT-band is sterk afhankelijk van de betrokken donor en acceptor. Een maat voor het vermogen van de donor om elektronen af te staan wordt gevonden in de ionisatiepotentiaal, de energie die nodig is om een elektron uit de hoogst bezette orbitaal van de donor te verwijderen. Het vermogen om elektronen te accepteren wordt weergegeven als elektronenaffiniteit, de energie die vrijkomt als de laagste vrije orbitaal in de acceptor gevuld wordt.
De totale energiebalans (ΔE) bestaat daarmee uit een aantal bijdragen:
- de elektronaffiniteit van de acceptor (EA)
- de ionisatierpotentiaal van de donor (EI)
- de resulterende elektrostatische aantrekking tussen de tegengesteld geladen complexdelen (J):[9]

{\displaystyle {\Delta }E=E_{A}-E_{I}+J\,}

## Elektrische geleidbaarheid
In 1954 werd in de Bell Laboratories (en elders) gevonden dat sommige CT-complexen geleidbaarheden vertoonden van slechts 8 Ωcm. De complexen waren combinaties van peryleen met jood of broom. In 1962 werd tetracyanochinodimethaan (TCNQ) ontdekt, een sterke elektronenacceptor. Weer acht jaar later wordt Tetrathiafulvaleen (TTF) gesynthetiseerd, een sterke elektronendonor. In 1973 werd vastgesteld dat de combinatie van de twee stoffen leidde tot een sterk CT-complex, meestal aangeduid als TTF-TCNQ.
Het complex wordt in oplossing gevormd, maar kan daarna tot een vaste stof kristalliseren. De vaste stof heeft een met metalen vergelijkbare geleidbaarheid en was de eerste ontdekte geleider op puur organisch-chemische basis. In een TTF-TCNQ-kristal zijn de TTF- en TCNQ-moleculen in parallelle stapels georganiseerd: een elektronenoverdracht vindt plaats van de donorstapel (TTF) naar de acceptorstapel (TCNQ). De elektronen en de elektronengaten zijn op deze wijze in verschillende stapels gelokaliseerd, en kunnen onafhankelijk van elkaar in de lengte langs de stapels migreren onder invloed van een over de einden van de stapels aangelegd elektrisch veld.
Het eerste organische molecuul waarmee een supergeleider gebouwd kon worden, werd in 1980 ontdekt: tetramethyl-tetraselenafulvaleen-fodforhexafluoride (TMTSF2PF6), bij kamertemperatuur een halfgeleider, bij lage temperatuur en tamelijk hoge druk een supergeleider. Sinds 1980 is een groot aantal organische supergeleiders gevonden, in 2001 lag de kritische temperatuur voor deze groep verbindingen reeds op meer dan 100 K. Helaas zijn de kritische stroomsterkten in deze complexen vrij laag.